# Port lotniczy Faya-Largeau
Port lotniczy Faya-Largeau – międzynarodowy port lotniczy położony w Faya-Largeau. Jest Piątym co do wielkości portem lotniczym w Czadzie.